# Varijacijski račun
Varijacijski račun je polje matematičke analize koja koristi varijacije, koje su male promene u funkcijama i funkcionalima, kako bi se pronašli maksimumi i minimumi funkcionala: mapiranja iz skupa funkcija u realne brojeve. Funkcionali se obično izražavaju kao određeni integrali koji uključuju funkcije i njihove derivate. Funkcije koje maksimiziraju ili minimiziraju funkcionale mogu se naći pomoću Ojler-Lagranžove jednačine varijacijskog računa.
Jednostavan primer takvog problema je nalaženje krive najkraće dužine koja povezuje dve tačke. Ako nema ograničenja, rešenje je prava linija između tačaka. Međutim, ako je kriva ograničena da leži na površini u prostoru, tada je rešenje manje očigledno i verovatno može da postoji mnogo rešenja. Takva rešenja su poznata kao geodezijska. Povezani problem predstavlja Fermatov princip: svetlost prati putanju najkraće optičke dužine koja povezuje dve tačke, pri čemu optička dužina zavisi od materijala medijuma. Jedan korespondirajući koncept u mehanici je princip najmanje/stacionarne akcije.
Mnogi važni problemi uključuju funkcije nekoliko promenljivih. Rešenja graničnih vrednosti problema za Laplasovu jednačinu zadovoljavaju Dirihletov princip. Problem Platoa zahteva pronalaženje površine minimalne oblasti koja se pokrvia zadatu konturu u prostoru: rešenje se često može naći utapanjem okvira u rastvor sapunice. Iako je takve eksperimente relativno lako izvesti, njihova matematička interpretacija je daleko od jednostavnog: može postojati više od jedne lokalno minimizirajuće površine, i one mogu imati netrivijalnu topologiju.

## Istorija
Za varijacijski račun se može reći da počinje sa Njutnovim problemom minimalnog otpora iz 1687. godine, čemu sledi problem brahistohrone krive koji je pokrenuo Johan Bernuli (1696). To je odmah privuklo pažnju Johana Bernulija i Gijoma de Lopitala na tu temu, mada je Leonard Ojler prvi razradio ovaj predmet, počevši od 1733. godine. Lagranž je pod uticajem Ojlerovog rada značajno doprineo teoriji. Nakon što je Ojler video delo 19-godišnjeg Lagranža iz 1755. godine, on je odbacio svoj delimično geometrijski pristup u korist Lagranžovog čisto analitičkog pristupa i preimenovao predmet u varijacijski račun u svom predavanju Elementa Calculi Variationum iz 1756. godine.
Ležandr (1786) je postavio metod, ne sasvim zadovoljavajuće, za diskriminaciju maksima i minima. Isak Njutn i Gotfrid Lajbnic takođe su posvetili nešto rane pažnje ovoj temi. Ovoj oblasti su doprineli Vinčenco Brucoro (1810), Karl Fridrih Gaus (1829), Simeon Poason (1831), Mihail Ostrogradski (1834) i Karl Jakobi (1837). Važan opšti doprinos je učino Sarus (1842) koji je kondezovao i poboljšao Košijev doprinos (1844). Ostale vredne traktate i memoare napisali su Strauh (1849), Dželet (1850), Oto Hese (1857), Alfred Klebš (1858) i Karl (1885), ali možda je najvažnije delo veka delo napisao Vajerštras. Njegov proslavljeni teoretski kurs je bio epohalan, te se može tvrditi da ga je on prvi postavio na čvrst i neupitan temelj. Dvadesti i 23. Hilbertov problem iz 1900. godine podstakli su dalji razvoj.
U 20. veku značajan doprinos dali su David Hilbert, Emi Neter, Leonida Toneli, Anri Lebeg i Žak Adamar. Marston Mors je primenio proračune varijacija na ono što se danas naziva Morsova teorija. Lav Pontrjagin, Ralf Rokafeler i F. H. Klark razvili su nove matematičke alate za računanje varijacija u optimalnoj teoriji upravljanja. Dinamično programiranje Ričarda Belmana je alternativa varijacijskom računu.

## Ekstremi
Varijacijski račun se bavi maksimumima ili minimumima (kolektivno zvanim ekstremi) funkcionalnosti. Funkcional mapira funkcije u skalare, te su funkcionali opisani kao „funkcije funkcija”. Funkcionali imaju ekstreme u odnosu na elemente y datog funkcijskog prostora definisanog u datom domenu. Kaže se da funkcional J [ y ] ima ekstrem u funkciji f   ako ΔJ = J [ y ] − J [ f] ima isti znak za svako y u proizvoljno malom susedstvu f. Funkcija f se naziva ekstremna funkcija ili ekstremal. Ekstrem J [ f ] se naziva lokalni maksimum ako je ΔJ ≤ 0 svuda u proizvoljno malom susedstvu od f , i lokalni minimum ako je ΔJ ≥ 0 tamo. Za funkcionalni prostor neprekidnih funkcija, ekstremi korespondirajućih funkcionala se nazivaju slabim ekstremima ili jakim ekstremima, zavisno od toga da li su prvi derivati kontinuiranih funkcija respektivno svi kontinuirani ili ne.
Obe forme, jaki i slabi ekstremi funkcionala su za prostor kontinuiranih funkcija, ali slabi ekstremi imaju dodatni uslov da prvi derivati funkcija u prostoru budu kontinuirani. Stoga, jak ekstrem je takođe slab ekstrem, ali obrnuto možda ne važi. Nalaženje jakog ekstrema je teže nego nalaženje slabog ekstrema. Primer neophodnog uslova koji se koristi za pronalaženje slabog ekstra je Ojler-Lagranžova jednačina.

## Napomene
1. ↑  Dok se elementarni račun odnosi na infinitezimalano male promene vrednosti funkcija bez promena u samoj funkciji, varijacijski račun se koncentriše na infinitezimalano malim promenama u samoj funkciji, koje se nazivaju varijacijama.[1]
2. ↑  „Ojler je sačekao dok Lagranž nije objavio rad o ovoj temi 1762. godine ... pre nego što dao svoje predavanje ... za štampu, kako ne bi uzeo Lagranžove zasluge. Zaista, Ojler je varijacijski račun nazivao Lagranžovim metodom.”[3]
3. ↑  Pogledajte 2004: Harold J. Kushner: regarding Dynamic Programming,  "The calculus of variations had related ideas (e.g., the work of Caratheodory, the Hamilton-Jacobi equation). This led to conflicts with the calculus of variations community."
4. ↑  Susedstvo od f je deo datog funkcionog prostora gde je | y − f| < h nad celim domenom funkcija, sa h kao pozitivnim brojem koji specificira veličinu susedstva.[10]
5. ↑  Obratite pažnju na razliku između pojmova ekstremal i ekstrem. Ekstremal je funkcija koja čini funkcional ekstremom.
6. ↑  Za dovoljan uslov, pogledajte odeljak Varijacije i dovoljni uslov za minimum.

## Literatura
- Benesova, B. and Kruzik, M.: „Weak Lower Semicontinuity of Integral Functionals and Applications”. SIAM Review. 59 (4)..  (2017), 703–766.
- Bolza, O.: Lectures on the Calculus of Variations. Chelsea Publishing Company, 1904, available on Digital Mathematics library. 2nd edition republished in 1961, paperback in. 2005.  978-1-4181-8201-4..
- Cassel, Kevin W.: Variational Methods with Applications in Science and Engineering, Cambridge University Press, 2013.
- Clegg, J.C.: Calculus of Variations, Interscience Publishers Inc., 1968.
- Courant, R.: Dirichlet's principle, conformal mapping and minimal surfaces. Interscience, 1950.
- Dacorogna, Bernard: "Introduction" Introduction to the Calculus of Variations, 3rd edition. 2014, World Scientific Publishing.  978-1-78326-551-0..
- Elsgolc, L.E.: Calculus of Variations, Pergamon Press Ltd., 1962.
- Forsyth, A.R.: Calculus of Variations, Dover, 1960.
- Fox, Charles: An Introduction to the Calculus of Variations, Dover Publ., 1987.
- Giaquinta, Mariano; Hildebrandt, Stefan: Calculus of Variations I and II, Springer-Verlag.  978-3-662-03278-7. and.  978-3-662-06201-2.
- Jost, J. and X. Li-Jost: Calculus of Variations. Cambridge University Press, 1998.
- Lebedev, L.P. and Cloud, M.J.: The Calculus of Variations and Functional Analysis with Optimal Control and Applications in Mechanics, World Scientific, 2003, pages 1–98.
- Logan, J. David: Applied Mathematics, 3rd edition. Wiley-Interscience, 2006
- Pike, Ralph W. „Chapter 8: Calculus of Variations”. Optimization for Engineering Systems. Louisiana State University. Архивирано из оригинала 05. 07. 2007. г. Приступљено 03. 01. 2020.
- Roubicek, T.: "Calculus of variations". Chap.17 in: Mathematical Tools for Physicists. (Ed. M. Grinfeld) J. Wiley, Weinheim. 2014.  978-3-527-41188-7. стр. 551–588.
- Sagan, Hans: Introduction to the Calculus of Variations, Dover, 1992.
- Weinstock, Robert: Calculus of Variations with Applications to Physics and Engineering, Dover, 1974 (reprint of 1952 ed.).
- Gelfand, Izrail Moiseevich (1963). Calculus of Variations. Dover. ISBN 978-0-486-41448-5.
- Roubicek, T.: Calculus of variations. Chap.17 in: Mathematical Tools for Physicists. (Ed. M. Grinfeld) J. Wiley, Weinheim. 2014.  978-3-527-41188-7. стр. 551–588.